# Karoline Friederike Oetker

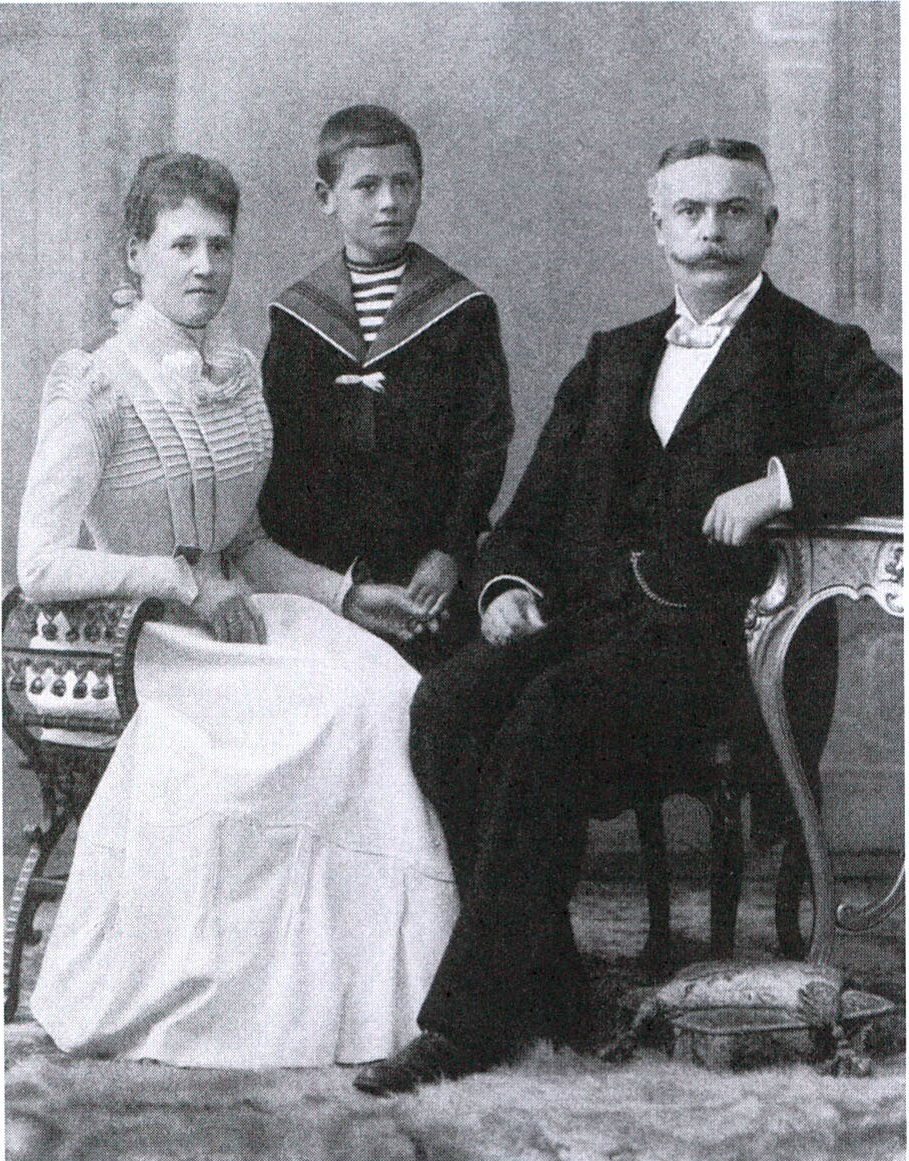
Karoline Friederike Oetker mit August Oetker und Sohn Rudolf

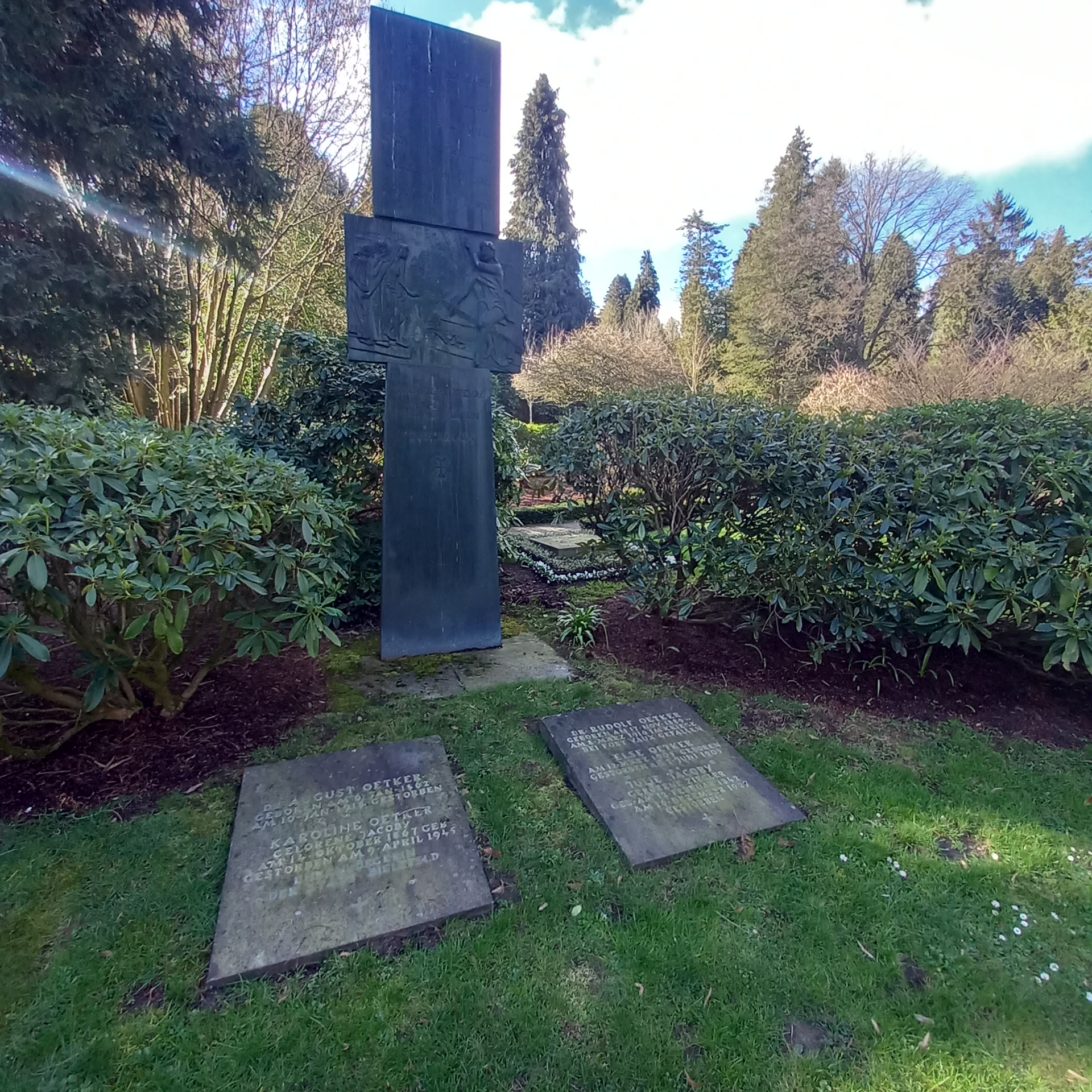
Das Grab von Karoline Friederike Oetker im Familiengrab Oetker auf dem Johannisfriedhof in Bielefeld

Caroline „Lina“ Friederike Oetker (* 14. Oktober 1867 in Hanau; † 9. April 1945 in Bielefeld) war eine deutsche Unternehmerin. Sie hatte seit dem Tod von August Oetker die Hauptverantwortung der Dr. August Oetker KG. Über den Betrieb hinaus hat sie sich Verdienste durch ihr soziales Engagement und den Bau der Rudolf-Oetker-Halle erworben. Sie ist die einzige Frau, der die Ehrenbürgerschaft der Stadt Bielefeld verliehen wurde.

## Leben

### Kindheit in Hanau und Umzug nach Charlottenburg
Karoline Friederike Oetker geb. Jacobi stammt ursprünglich aus Hanau. Die Schreibweise ihres Namens variiert. „Auf ihrer Heiratsurkunde von 1889 heißt sie Caroline Friederieke Jacoby. Die Familie folgt heute der hier von ihr selbst gewählten Schreibweise des ersten Vornamens. Sie selbst verstand sich, jedenfalls in Bielefeld, weitgehend als Lina Oetker.“ Am 14. Oktober 1867 kam sie als einziges Kind des Textilgeschäftsbetreibers Rudolph Ferdinand Jacobi und von Julie Jacobi, geb. Ziegler, in Hanau zur Welt. Ihr Vater stammte aus der Gegend von Bameberg und etablierte sich in Hanau als Besitzer einer Kurz-, Garn- und Wollhandlung. In Hanau lernte Karoline Oetker den Apothekergehilfen August Adolf Oetker kennen. Dieser stammte aus dem westfälischen Kreis Rinteln. Oetker absolvierte seinen Militärdienst als Einjährig-Freiwilliger in Hanau und war so einige Zeit in der Nähe von Karoline. Die Heirat mit einem Angestellten kam für die Familie von Karoline nicht in Frage. August studierte also in Berlin Pharmazie und promovierte in Freiburg. Nach einem Aufenthalt in Hanau ging Oetker nach Berlin, um mit finanzieller Unterstützung der Familie seiner künftigen Frau ein Unternehmen zur Herstellung von Geräten für chemische Fabriken und Apotheken zu gründen. Im März 1889 heiratete das Paar. Gemeinsam mit Karolines Mutter Julie Jacobi lebte die Familie in Charlottenburg (heute Berlin). Karolines Vater war inzwischen verstorben. Am 17. November 1889 wurde ihr erster Sohn Rudolf geboren.

### Aufbau der Firma Oetker in Bielefeld
Die Firma in Charlottenburg lief nicht sehr gut, sodass er sich letztlich aus dieser zurückzog und nach etwas Neuem suchte. In Bielefeld stand damals die Aschoff’sche Apotheke zum Verkauf. Karoline und ihre Mutter finanzierten den Erwerb der Apotheke. Der Preis lag bei 200.000 Goldmark. Die Familie bestehend aus Lina, wie sie sich jetzt nannte, August und Rudolf Oetker und Julie Jacobi zog daraufhin nach Bielefeld in die Niedernstraße 2 in der Nähe der Altstädter Nicolaikirche.
Oetker verkaufte neben Arzneimitteln auch einige selbst hergestellte Produkte wie Fußcreme, Schönheitsmittel und Tinkturen gegen Warzen. Angeregt von Verwandten in Amerika entwickelte er in einem kleinen Hinterzimmer das  Backpulver. Nur seine Frau hatte Zugang zu dem Raum. Neben Versuchen in einer Bäckerei fanden weitere Backversuche in der Küche der Familie statt.
Im März 1893 bekam Lina Oetker ein zweites Kind. Das Mädchen, das sie Else nannte, verstarb nach knapp drei Monaten. Später eröffnete sie die sogenannte Oetkerkrippe, in der bis zu 12 Säuglinge und 25 Kleinkinder untergebracht werden konnten. Gemeinsam mit ihrem Mann engagierte sie Hebammen, die im Familienunternehmen Kurse zur Säuglingspflege durchführten. Dieser Einsatz für Kleinkinder und Säuglinge wurden in der Begründung zu ihrer späteren Ehrenbürgerwürde explizit erwähnt.
August Oetker hatte Erfolg mit dem Verkauf seines Produktes „Backin.“ Anfangs halfen Karoline und andere Mitglieder der Familie neben zwei angestellten jungen Frauen bei der Verpackung. Einige Jahre später wurde auch Puddingpulver und weiter Produkte hergestellt. Die Zahl der Beschäftigten stieg. Das Unternehmen lief so gut, dass die Familie 1899 in ein neues Wohnhaus am Johannisberg ziehen konnte. Ein Jahr später wurde die erste Fabrik der Familie Oetker eröffnet. Mit der neuen Villa waren Produktion und Wohnen voneinander getrennt. Karoline Oetker führte ein den bürgerlichen Normen entsprechendes Leben. Dies fand abseits der Öffentlichkeit statt und war auf die Familie konzentriert. Auf einem neuen Hof in der Senne wie auch am Wohnhaus beschäftigte sie sich im Garten. In der Firma war sie nur selten zu besonderen Anlässen.
Die Integration in die eingesessene bürgerliche Gesellschaft war für die Zugezogenen schwierig. Trotz der Industrialisierung dominierten noch immer die aus den alten Leinenhändlerfamilien stammenden wirtschaftlichen, politischen und sozialen Eliten. August Oetker nahm mit wachsendem wirtschaftlichen aktiv am öffentlichen Leben etwa als Mitglied der Stadtverordnetenversammlung teil, bis er aus gesundheitlichen Gründen nicht mehr kandidierte. Bei den Wahlen nach dem Dreiklassenwahlrecht gehörte Oetker zur 1. Klasse der Höchstbesteuerten. Sein Einkommen lag dabei über dem der Angehörigen der alten Familien.
August bemühte sich zunächst erfolglos um den Titel des Preußischen Kommerzienrates. Dabei spielten auch eine Rolle, dass beim zuständigen Ministeriums die Auskünfte aus Bielefeld abschätzig ausfielen. Erst 1912 gelang es ihm, sodass auch Lina, wie zu dieser Zeit üblich, als Frau Kommerzienrat bezeichnet wurde.
Die sich verschlechternde Gesundheit ihres Mannes prägten das Leben von Lina Oetker seitdem. Der Juniorchef heiratete die Krankenschwester Ida Meyer. Kurze Zeit später musste er nach dem Kriegsausbruch von 1914 an die Front, sodass er seine in der Zwischenzeit geborene Tochter Ursula erst bei einem Heimaturlaub kennenlernte. Von seinem Sohn Rudolf August erfuhr er nie, da er 1916 im Krieg vor Verdun starb. Der Vater zog sich aus der Öffentlichkeit völlig zurück und erlitt einige Zeit später einen Schlaganfall. Zwei Jahre nach dem Sohn starb auch August Oetker. Wie Lina Oetker die Schicksalsschläge erlebt hat, ist nicht überliefert.

### Lina Oetker als Unternehmerin
Karoline erbte die Firma und hatte damit die Hauptverantwortung für das Unternehmen. Ihr Mann hatte verfügt, dass die Firma „in unveränderter Form für seinen Enkel erhalten bleiben“ solle. Dies wurde zu ihrer Lebensaufgabe. Allerdings hatte ihr Mann noch verfügt, dass sein Vertrauter Fritz Behringer Geschäftsführer und Teilhaber wurde. Er war aber verpflichtet, bei grundsätzlichen Fragen das Einverständnis von Lina Oetker einzuholen. Sie war der Gesamtverantwortung für das Unternehmen gewachsen, zumal sie gut mit Zahlen umgehen konnte.
Kurze Zeit nach seinem Tod gründete sie die Dr. August Oetker Gedächtnisstiftung. Diese unterstützte in Not geratene Arbeiter und Angestellte in der ganzen Stadt und nicht nur die Beschäftigten der eigenen Firma. Die Wiederheirat ihrer Schwiegertochter Ida mit Richard Kaselowsky befürwortete sie ausdrücklich. Dabei spielte auch eine Rolle, dass er aus einer seit längerem eingesessenen Familie stammte und es auch familiäre Verbindungen zur Familie Delius gab.
Zunächst liefen die Geschäfte gut und die Produktion wurde dank der Nachkriegskonjunktur stetig ausgeweitet. In den unmittelbaren Nachkriegszeit war sie sehr wohlhabend. Ihr Vermögen lag bei 16 Millionen Mark. Davon waren 12 Millionen Kapitalvermögen. Doch 1920 nahm die Nachfrage stark ab. Die Firma konnte ausstehende Zahlungen an einen Rohstofflieferanten nicht tätigen. Ein Angebot, eine Aktiengesellschaft zu gründen, in der die Firma nicht die Hälfte der Anteile innehaben sollte, lehnte die Unternehmerin ab. Aus ihrer Sicht hätte dies das Ende der Firma als Familienunternehmen bedeutet. Durch den Tod von Behringer 1921 erhielt sie den alleinigen Handlungsspielraum. Sie machte ihren Schwager Louis Oetker und Richard Kaselowsky zu Teilhabern. Sie selbst behielt dabei mit 70 % die Mehrheit der Anteile. Lina Oetker wies ihre Teilhaber an, bei den Verhandlungen mit den Gläubigern das Ziel zu verfolgen, die Firma vollständig in Familienbesitz zu halten. Durch die Inflation konnte die Familie die finanzielle Notlage überwinden.

### Bau der Rudolf-Oetker-Halle

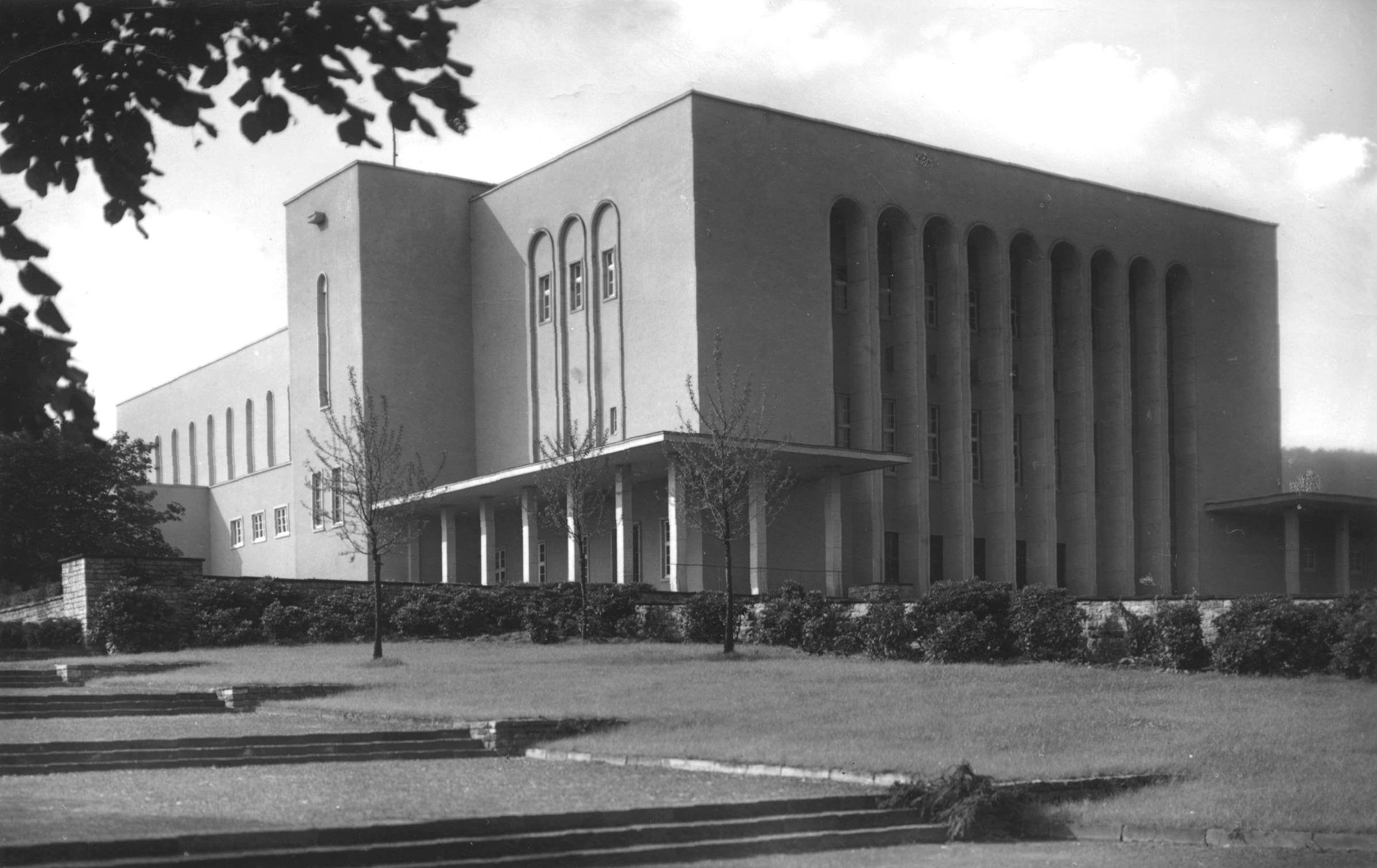
Rudolf-Oetker-Halle um 1950

Lina Oetker war es ein großes Anliegen, dass auch ihr Sohn Rudolf nicht in Vergessenheit geriet. Rudolf hatte sich durch seine große Leidenschaft für die Musik ausgezeichnet. Er hatte seinem Lehrer, dem städtischen Musikdirektor Professor Lamping versprochen, eine Konzerthalle zu errichten. In Zusammenarbeit mit ihrem Schwager Louis setzte Karoline alles daran, eine solche Halle erbauen zu lassen. Nach einigen Diskussionen über den Standort entschied man sich für das Gelände am Bürgerpark. Die Konzerthalle wurde dem „einzigen Sohn des Gründers der Firma Oetker, Dr. Rudolf Oetker, und seinen im Weltkrieg gefallenen Bielefelder Kameraden“ gewidmet. Für den Bau der Rudolf-Oetker-Halle stellte die Firma der Stadt zunächst ein Darlehen von 1,5 Millionen Mark zur Verfügung. Es kam jedoch zu erheblichen Mehrkosten, sodass Karoline Oetker immer wieder finanzielle Unterstützung leistete. Dabei ging es ihr nicht nur darum, ein Denkmal für ihren gefallenen Sohn zu erschaffen, sondern auch um die Erhaltung der Arbeit der Bielefelder Handwerksbetriebe. Später erließ sie der Stadt die Zinsen, damit die Gebühren so gering ausfallen würden, dass sich alle Bielefelder eine Konzertkarte leisten können. 1930 wurde die Rudolf-Oetker-Halle dann feierlich eröffnet. Im Mai 1934 erließ sie der Stadt durch eine Schenkung aus ihrem Privatvermögen alle Schulden.

### Leben in der NS-Zeit
Karoline Oetkers Einstellung zum Nationalsozialismus war zwiespältig. Sie war nicht politisch aktiv und positionierte sich nicht öffentlich zu den Geschehnissen. Als zum Geburtstag des „Führers“ die Rudolf-Oetker-Halle mit einem Hakenkreuz bestrahlt wurde, war klar, dass sie dies nicht befürwortete. Die vorgeschriebene Grußformel „Heil Hitler“ verwendete sie nicht. Als 1937 die Oetker-Firma mit dem Prädikat Nationalsozialistischer Musterbetrieb ausgezeichnet wurde, äußerte sie sich auch hierzu nicht. Ob dies aber als eine politische Positionierung zu sehen ist, ist anzuzweifeln, da es ohnehin ihre Art war, sich in der Öffentlichkeit zurückzuhalten.
Im Privaten war Karoline Oetkers Handeln von Gesten der Unterstützung geprägt. Sie erwarb vom Juden Leo Bendel ein Gemälde, sodass dieser mit dem Erlös vor den Nationalsozialisten nach Wien fliehen konnte. Dass auch das den Kunstliebhaber nicht vor dem Tod bewahrt hat, war zu dem Zeitpunkt noch nicht absehbar.
Wirtschaftlich litt die Firma Oetker nicht unter dem nationalsozialistischen Regime. Als die Lebensmittelkarten eingeführt wurden, kam der Firma eine Sonderstellung zugute. Die Lebensmittelkarten enthielten eigene Abschnitte für Puddingpulver und Gustin. Es konnten weitere Werke mit Beteiligungen in der Schifffahrt und im Druckereiservice errichtet werden. So wuchs die Firma zu einer Weltfirma heran. Karoline Oetker schien eher gelassen ihrem wachsenden Reichtum gegenüberzustehen. Ob dies auf eine gewisse Distanzierung von dem durch die nationalsozialistische Politik herbeigeführten Erfolg oder auf ihre persönliche negative Einstellung zum Überfluss zurückzuführen ist, ist unklar. Die Beschäftigten durften an diesem wirtschaftlichen Erfolg teilhaben. So erhielten sie zum Firmenjubiläum eine zusätzliche Zahlung von 50 bis 100 % ihres monatlichen Bruttoeinkommens.
Im Juli 1943 wurden bei einem Luftangriff auf Hamburg die Oetkerwerke getroffen. Die Bielefelder Mütter wurden dazu aufgerufen, gemeinsam mit ihren Kindern die Stadt zu verlassen. Die Familie Oetker blieb jedoch in Bielefeld.
Beim schwersten Luftangriff auf die Stadt Bielefeld am 30. September 1944 kamen Ida und Richard Kaselowsky sowie ihre Töchter Ilse und Ingeborg ums Leben. Karoline Oetker wurde daraufhin auf das Kaselowskysche Gestüt nach Ebbesloh gebracht. Dort verbrachte sie ihre letzten Monate fernab von der Realität. Ihr Enkel Rudolf August Oetker hatte inzwischen die Firma übernommen, sodass sie den Auftrag ihres Mannes erfolgreich erfüllt hatte. Am 9. April 1945 starb Karoline Oetker, einen Tag nachdem die Stadt von den amerikanischen an die britischen Besatzungstruppen übergeben worden war, in Ebbesloh an einem Schlaganfall. Sie wurde in der Familiengruft auf dem Johannisfriedhof beigesetzt. Durch den Bau des Ostwestfalendammes wurde das Familiengrab jedoch knapp 25 Jahre nach Karolines Tod umgelegt.

### Auszeichnungen und Nachleben
Zu ihrem 67. Geburtstag verlieh die Stadt Lina Oetker als erster Frau in Bielefeld „in Anerkennung ihrer nimmermüden Hilfsbereitschaft und Gebefreudigkeit“ das Ehrenbürgerrecht.
Ihr Wohnhaus wurde abgerissen. Dort steht jetzt das Caroline-Oetker-Stift, eine Wohnanlage für wohlhabende Senioren. Nach ihr ist auch die Lina-Oetker-Straße in der Nähe des Bürgerparks und der Oetker-Halle benannt. Ein Vermächtnis von Lina Oetker war ihr Wunsch, aus den Geldern der Stiftung ein Schwimmbad für die Stadt errichten zu lassen. Ihre Enkel Ursula und Rudolf August änderten dieses Vorhaben ab und ließen statt eines Schwimmbades die Kunsthalle Bielefeld bauen.